# Samuel Frederick Gray
Samuel Frederick Gray (n. 10 decembrie 1766, City of Westminster – d. 12 aprilie 1828, Chelsea, Londra) a fost un botanist, zoolog, micolog și farmacist englez. El a fost tatăl zoologilor John Edward Gray (1800–1875) și George Robert Gray (1808–1872). Abrevierea numelui său în cărți științifice este Gray.

## Biografie

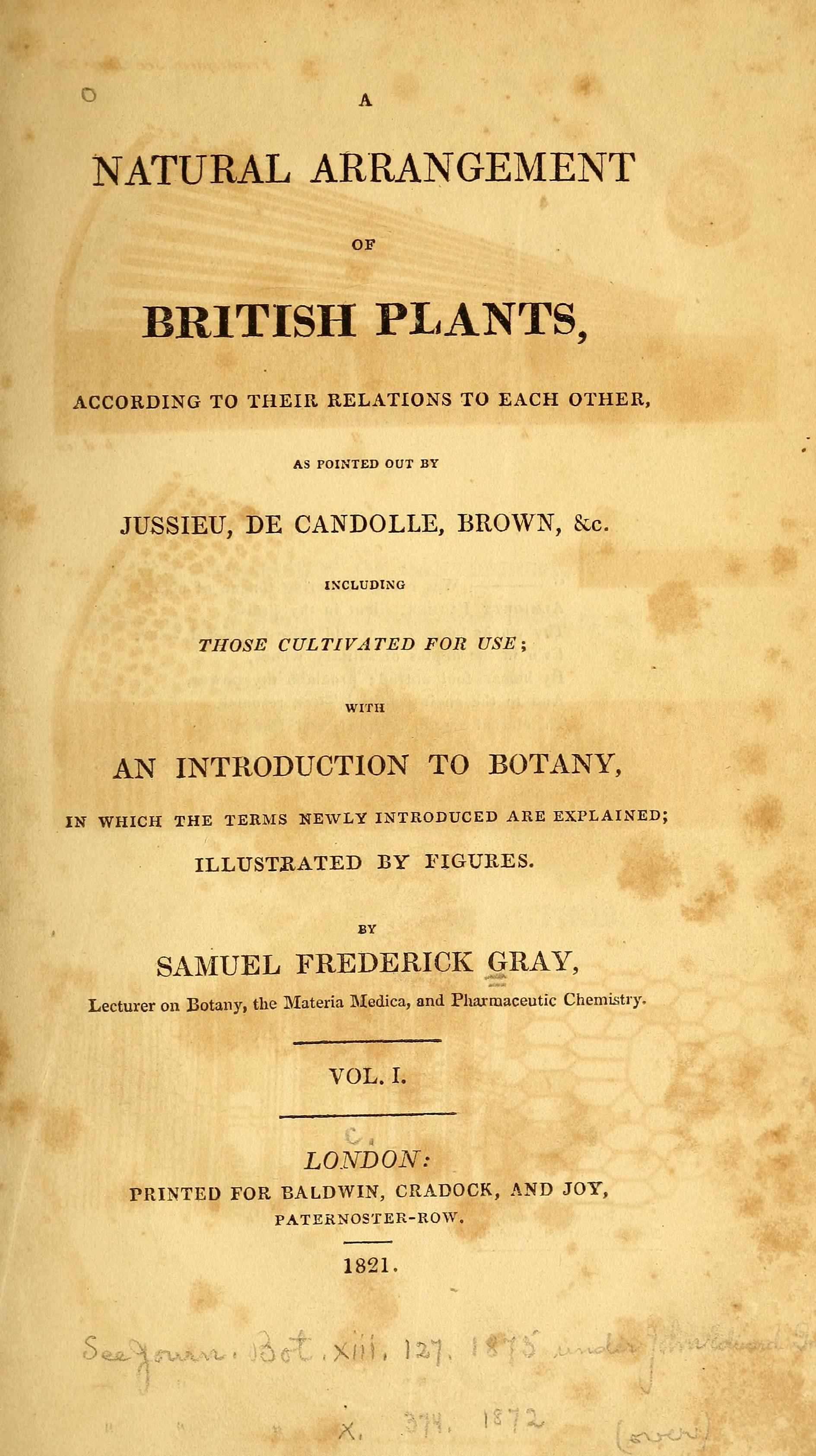
Aranjamentul natural, prima pagine

Samuel a fost fiul comerciantului de semințe Samuel Gray (1739-1771) - traducătorul anonim al operei Philosophia Botanica a lui Carl von Linné - și al Frances Wade (1738–1801). La vârsta de patru ani tatăl său a murit și  moștenirea lui a fost deja distribuită între alții, supravegherea financiară având-o unchiul său Edward Whitaker Gray. Astfel a fost în întregime dependent de activități proprii precum ajutorul acestuia pentru a acoperi mijloacele de existentă. Sigur este, că Samuel a fost un copil sărac, extrem de bolnăvicios și aproape mut. De abia în vârsta de zece sau unsprezece ani, el a învățat să citească și să vorbească, dar cu un impediment considerabil, fiind  sprijinit energic de către mama sa. El a avut prilejul, cu ajutorul lui Edward Whitaker, să absolve un liceu. În urmare, Gray, bine învățat în limba greacă și latină, a ales medicina ca obiect de studiu. După ce nu a reușit să se califice ca medic, el a lucrat mai întâi (1793) ca asistent al  clericului și filologului englez Robert Nares (1753-1829) la editarea jurnalului acestuia conservator „British Critic”, iar în anul 1794 s-a căsătorit, împotriva voinței unchiului său, cu Elizabeth Forfeit (1777–1852).
Apoi, de la 1797 până 1800,  Gray s-a stabilit ca chimist farmaceutic la Walsall în Staffordshire, completând veniturile prin publicarea de lucrări medicale și botanice. În acest timp s-a născut primul său fiu, renumitul zoolog John Edward Gray. Din anul 1800 a început să sufere de o boală a plămânilor care l-ar însoții până la moarte.
La sfârșitul anului 1800, Gray s-a mutat la Londra, pentru a preda acolo botanica, unde a locuit mai întâi în Devonshire Street, Queen Square. După puțini ani s-a născut acolo al doilea fiu, George Robert Gray (1808-1872), mai târziu, de asemenea ca fratele, un respectat zoolog și autor științific precum șef al secțiunii ornitologice al British Museum. Datorit unei  apropieri reînnoite între unchi și nepot, acela l-a ajutat financiar foarte mult la studiile lui Gray în istorie naturală.
În anul 1812, a deschis și o farmacie în cartierul Wapping. După ce afacerile ca farmacist nu au fost foarte rentabile, se pare că scrisul de cărți precum prelegeri ar fi fost singurele surse de venit ale lui Gray. Majoritatea publicațiilor sale, s-au ocupat cu probleme medicale, dar s-a implicat de asemenea activ în botanică și micologie (printre altele lucrări ample despre scoici, viermi sau morfologia insectelor.
Spre sfârșitul vieții sale Gray a fost constant bolnav. El a mai  publicat Elements of Pharmacy (1823) și The Operative Chemist (1828), lucrări practice de merit ridicat. A murit, cu câteva săptămâni înainte de publicarea acesteia din urmă și a fost înmormântat în biserica New Chelsea Church.

### Micologul

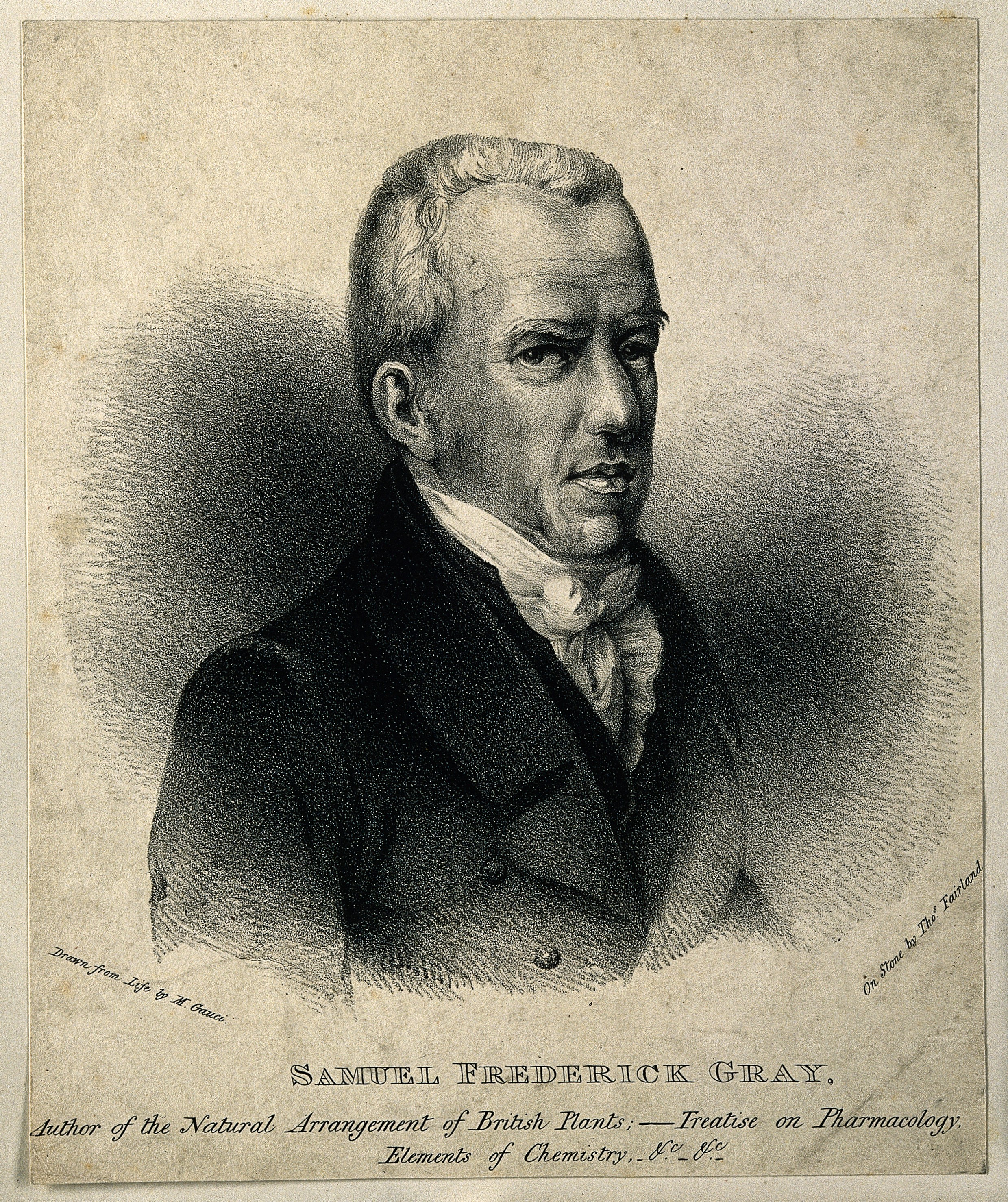
Samuel Frederick Gray, după 1821

Samuel Frederick Gray a fost de profesie farmacist, așadar cele mai multe publicații ale lui s-au ocupat, ca deja menționat, cu probleme medicale. Totuși, a fost implicat activ în botanică și zoologie precum în mare măsură în micologie.
Opera principală a savantului, de interes până astăzi este The Natural Arrangement of British Plants („Aranjamentul natural al plantelor britanice”), publicat în două volume în 1821 care a inclus secțiuni substanțiale de ciuperci, clasificate ca plante criptogamice și introducând mai multe genuri noi. Cartea în sine este inovatoare, fiind prima despre flora britanică în care a fost utilizat sistemul natural de clasificare a plantelor al lui Jussieu, o îmbunătățire semnificativă față de clasificarea lui Carl Linné. Probabil din acest motiv, Gray nu a fost bine acceptat de către botaniști conservatori, parțial până în zilele de azi.

El a fost prima persoană care a pornit dereticarea „totul aparține genurilor mare”  al sistemului Fries de clasificare, prin crearea de grupări mai mici de genuri precizându-le astfel mai exact ca de exemplu Auriscalpium, Coltricia, Grifola, Leccinum sau Steccherinum. În plus a recunoscut și evaluat genuri descrise de autori vechi, ce înseamnă în biologie referința la scriitori și taxoni pre-binomiali precum la scriitori și taxoni pre-științifici. Mai târziu în secol, această misiune a fost preluată de Petter Adolf Karsten, Lucien Quélet, Narcisse Théophile Patouillard, Paul Kummer, și alții. În acest context, Gray a redenumit și descris o mulțime ale  speciilor noastre fungide „de bază” [enumerate mai jos). Astfel o mulțime din ele au fost atribuite domnului Gray.

## Dedicări
Savantului i-au fost dedicate foarte multe specii de ciuperci sub denumirile gravanus, gravana, gravi, grayae, grayana sau grayanum, de văzut sub următoarea legătură: 

## Ciuperci descrise de S. F. Gray
Genuri șai soiuri redenumite și descrise de marele om de știință:

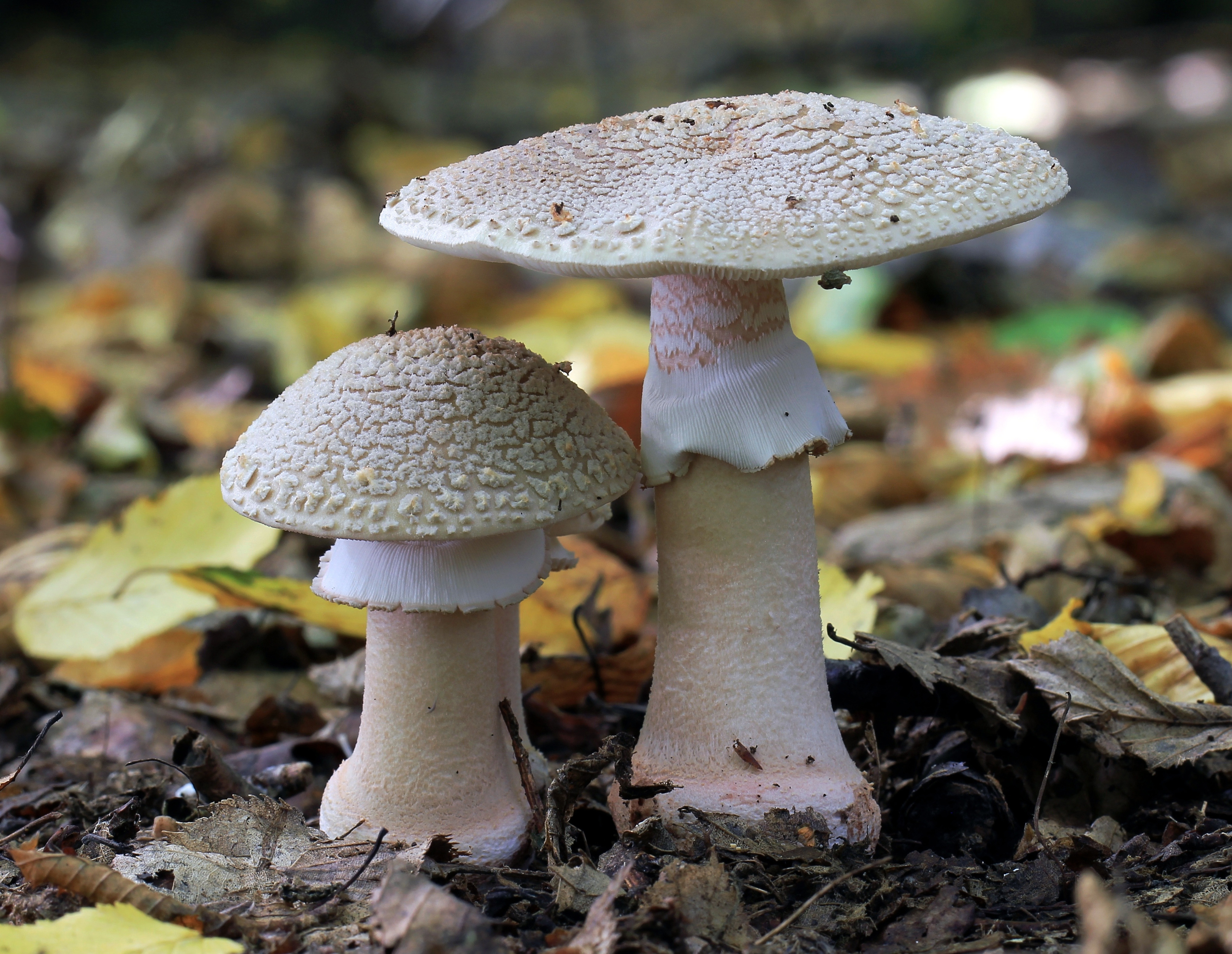
Amanita rubescens

### Genuri
| - Albatrellus Gray - Albugo (Pers.) Roussel: Gray - Asterophora Ditmar: Gray - Auriscalpium Gray - Cerrena Micheli: Gray - Coltricia Gray - Coprinus (Pers.: Fr.) Gray - Corticium Pers.: Gray - Cortinarius Pers.: Gray | - Gomphus Pers.: Gray - Grifola (P.Micheli) Gray - Gymnopus Pers.: Gray - Hericium Pers.: Gray - Lactarius Pers.: Gray - Leccinum Gray - Lepiota Pers.: Gray - Micromphale Nees von Esenbeck: Gray - Mycena Pers.: Gray | - Odontia Pers.: Gray - Poria Pers.: Gray - Resupinatus Nees von Esenbeck: Gray - Russula (Pers.: Fr.) Gray - Serpula Pers.: Gray - Steccherinum Gray - Stereum Pers.: Gray - Suillus Micheli: Gray |

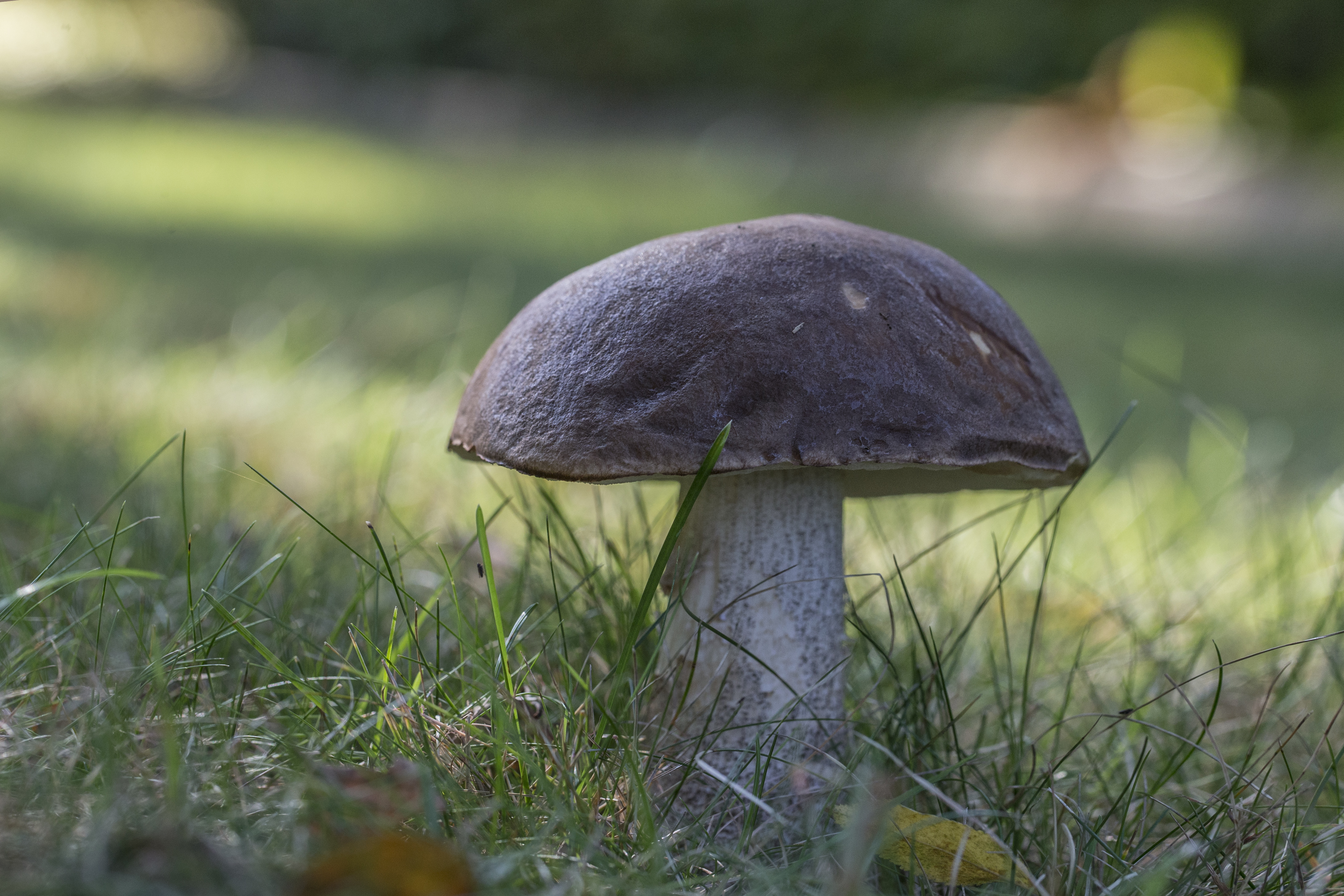
Leccinum scabrum

### Specii de ciuperci
| - Amanita rubescens ((Pers.): Fr.) Gray - Ascocoryne sarcoides (Jacquin: Gray) Wilson & Groves - Auriscalpium vulgare Gray - Boletus luridus (Schaeff.) Gray - Cortinarius collinitus (Sowerby) Gray - Coprinus comatus (O. F. Müller: Fr.) Gray - Coprinus disseminatus (Pers.: Fr.) Gray - Coprinus domesticus (Bolton: Fr.) Gray - Coprinopsis cinerea (Schaeff.: Gray) Redhead, Vilgalys & Moncalvo - Coprinopsis picacea (Bull.) Gray - Cortinarius callochrous (Pers.) Gray - Cortinarius cinnamomeus (L.) Gray - Cortinarius croceus (Schaeff.) Gray - Cortinarius glaucopus (Schaeff.) Gray - Cortinarius sanguineus (Wulfen: Fr.) Gray - Cortinarius violaceus (L.) Gray - Gomphus clavatus (Pers.) Gray | - Grifola frondosa (Dicks.) Gray - Grifola umbellata (Pers.: Fr.) Gray - Gymnopus fusipes (Bull.) Gray - Gymnopus peronatus (Bolton) Gray - Gyroporus cyanescens (Bull.) Gray - Gymnopus myomyces (Pers.: Gray - Hericium coralloides (Scop.: Fr.) Gray - Lactarius flexuosus (Pers.) Gray - Lactarius piperatus (Fr.) Gray - Lactarius subdulcis (Pers.) Gray - Lactarius torminosus (Fr.) Gray | - Leccinum aurantiacum (Bull.) Gray - Leccinum scabrum (Bull.) Gray - Lepiota procera (Scop.: Fr.) Gray - Morchella vulgaris (Pers.) Gray - Mycena corticola (Fr.) Gray - Mycena epipterygia (Scop.: Fr.) Gray - Mycena galericulata (Scop.) Gray - Resupinatus applicatus (Batsch: Fr.) Gray - Scodellina onotica (Pers.) Gray - Suillus granulatus (With.) Gray |

## Opere (selecție)
- A supplement to the pharmacopoeias, Editura Underwoods, Longman & Rees, Londra 1818-47 (postum)
- A new and improved Edition, Editura Underwood, Londra 1821 Ediție digitală
- A natural arrangement of British plants, Editura Baldwin, Cradock & Joy, Londra 1821 (2 volume) Ediție digitală, vol. 1
- The elements of pharmacy and of the chemical history of the materia medica, Londra 1823
- The operative chemist, Editura Hurst & Chance, Londra 1828-31 (postum)
- Traité pratique de chimie appliquée aux arts et manufactures, a l'hygiène et a l'économie domestiqu, Editura Anselin, Paris 1828/29 (postum)
- The chemistry of the arts, Editura Carey & Lea, Philadelphia 1830 (postum)